# Kertabasuki
Kertabasuki is een bestuurslaag in het regentschap Majalengka van de provincie West-Java, Indonesië. Kertabasuki telt 2282 inwoners (volkstelling 2010).